# 春野町芳原
春野町芳原（はるのちょうよしはら）は、高知県高知市の町名。住居表示は未実施で2017年7月1日現在の人口は718人。郵便番号は781-0311（春野郵便局管区）。本項ではかつて同区域に存在した吾川郡芳原村（よしはらむら）についても記す。

## 地理
高知市の南西部、春野町の北東部、高知県立春野総合運動公園の東側一帯にあたる。西で春野町西分、南で春野町西諸木・春野町東諸木、東で春野町平和・春野町内ノ谷・春野町南が丘、北で神田に接する。北に柏野山・烏帽子山がそびえる。中央を高知県道36号高知南環状線、南端を高知県道278号弘岡下種崎線が横断する。

### 山岳
- 柏野山
- 烏帽子山

## 歴史
- 幕末 - 吾川郡芳原村が存在。「旧高旧領取調帳」の記載によると高知藩領。
- 明治4年7月14日（1871年8月29日） - 廃藩置県により高知県の管轄となる。
- 1889年（明治22年）4月1日 - 町村制の施行により、西分村・芳原村の区域をもって木塚村が発足。同村大字芳原となる。
- 1893年（明治26年）11月20日 - 木塚村が分割し、大字芳原に芳原村が発足。
- 1954年（昭和29年）6月1日 - 諸木村・秋山村と合併して平和村が発足。同日秋山村廃止。同村の大字となる。
- 1956年（昭和31年）9月30日 - 平和村が西分村・仁西村・森山村・弘岡上ノ村・弘岡中ノ村・弘岡下ノ村と合併して春野村が発足。同村の大字となる。
- 1969年（昭和44年）9月30日 - 春野村が町制施行して春野町となる。
- 1978年（昭和53年） - 一部が大字平和（現・高知市春野町平和）となる。
- 2008年（平成20年）1月1日 - 春野町が高知市に編入。同市春野町芳原となる。

## 交通

### バス
とさでん交通
- W2→G11：JAはるの - 春野庁舎前 - ハビリセンター - 平和団地 - 南ニュータウン - 上町二丁目 - 北はりまや橋 - 高知駅前 - 金田橋 - 一宮バスターミナル

### 道路
- 高知県道36号高知南環状線
- 高知県道278号弘岡下種崎線

## 施設
- 高知県立春野総合運動公園
- 高知市南消防署